# Фэруэлл (мыс)
Фэруэлл — мыс в Новой Зеландии, самая северная точка Южного острова. Расположен к западу от косы Прощания. Был открыт Абелем Тасманом, название мысу присвоил Джеймс Кук в 1770 году — это была последняя земля, которую увидел его экипаж, отправляясь на родину.
Вследствие удалённости от крупных населённых пунктов, Фэруэлл — один из наименее посещаемых крупных мысов Новой Зеландии. «Clifftop walk» соединяет мыс с началом косы Прощания. Ландшафт Фэруэлла каменистый, на территории мыса расположены высокие скалы. Они состоят из кварцевых песчаников позднего мелового периода.